# 网龙网络
网龙网络有限公司（英語：NetDragon Websoft Inc.，港交所：777）成立于1999年，是中国的一家网络游戏开发商和运营商，总部位于中国福建省福州市，称福建网龙计算机网络信息技术有限公司。网龙公司主要开发和运营大型网络游戏，2006年推出了大型网络游戏《魔域》，并与育碧（Ubisoft）等公司进行合作。目前网龙有自主研发的游戏引擎，并引进了UNREAL 3 ENGINE。
2007年11月，網龍網络於香港創業板上市，當時股份代碼為8288.HK。2009年6月24日，網龍網络轉至香港交易所主板掛牌。
2008年，網龍網络聯同中國工商銀行推出网络游戏联名信用卡牡丹网龙信用卡。

## 游戏产品
- 魔域
- 征服
- 机战
- 投名状Online
- 英雄无敌Online
- 信仰
- 幻灵游侠
- 开心
- 天元[5]